# 로비스 코린트
로비스 코린트(독일어: Lovis Corinth, 1858년 7월 21일 ~ 1925년 7월 17일)는 독일의 화가다. 인상주의 화가 및 표현주의 화가로 잘 알려져 있으며, 막스 리버만과 더불어 외광으로 작업하는 독일의 화가로 잘 알려져 있다.

## 주요 작품

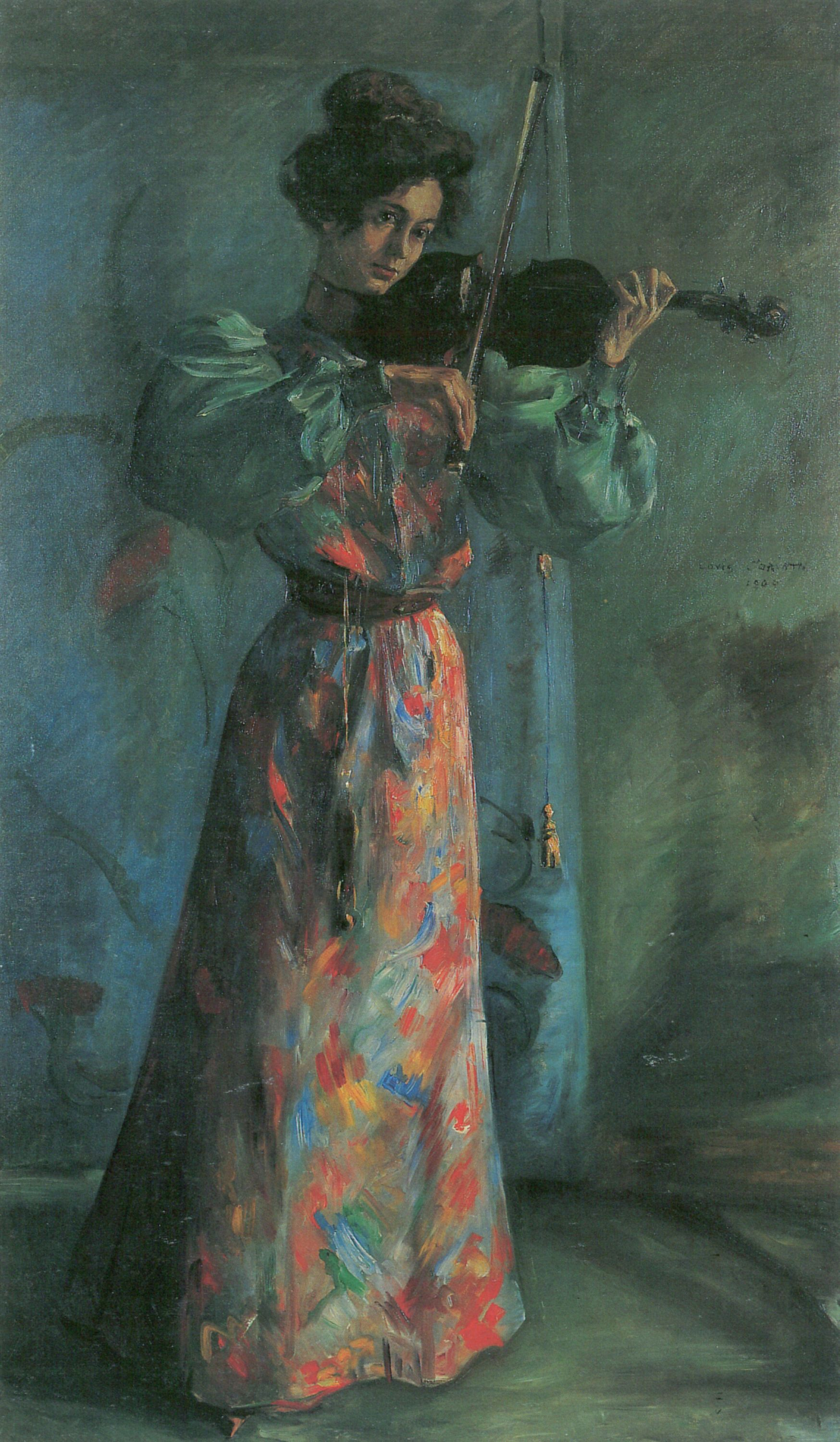
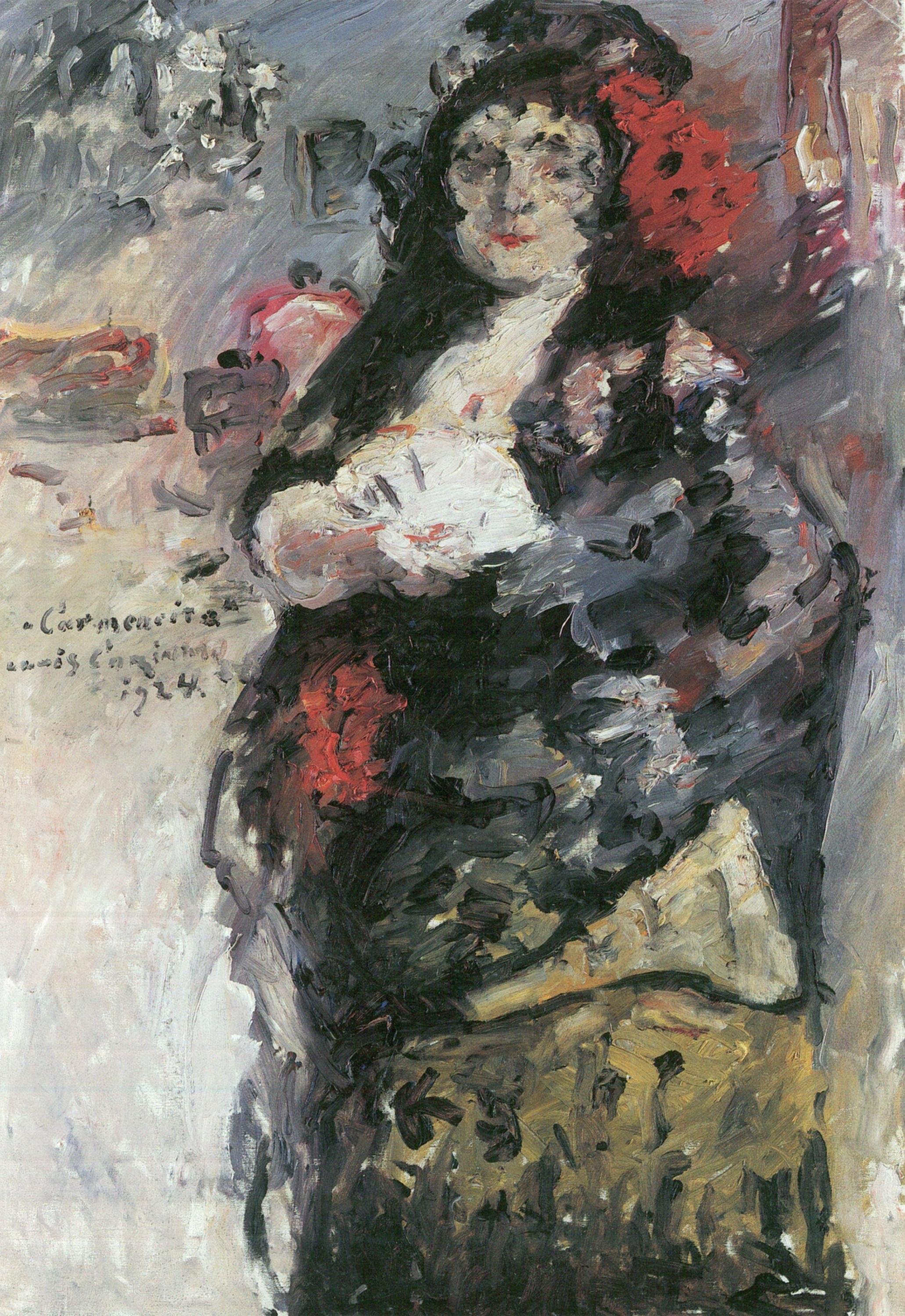
Carmencita
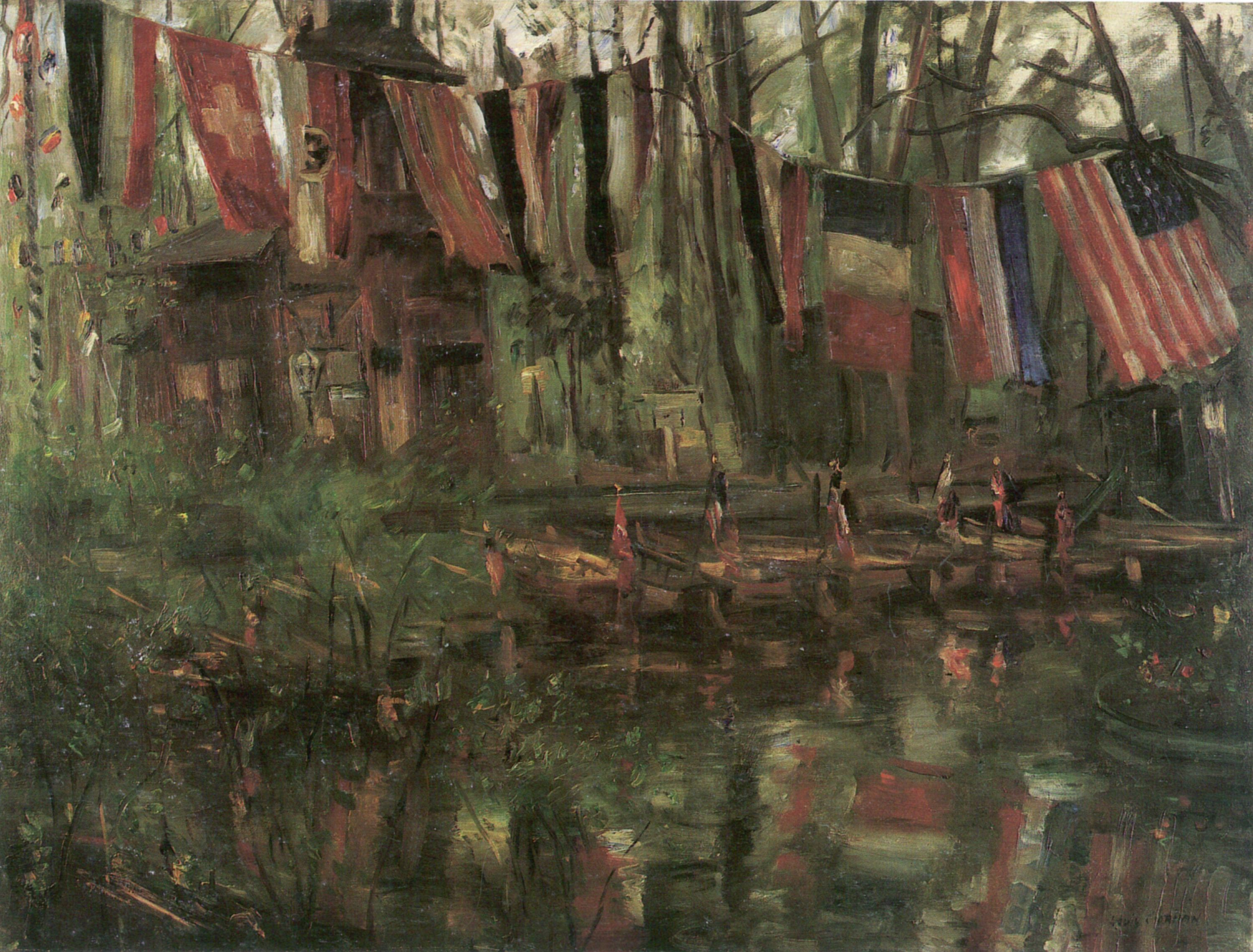
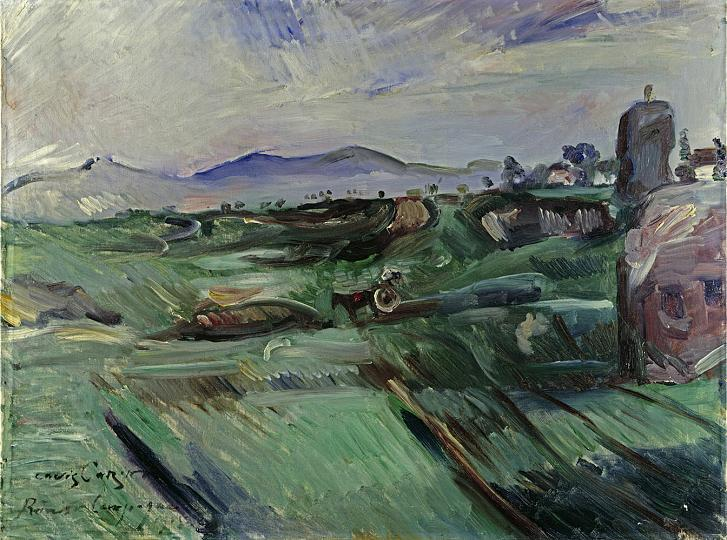

## 같이 보기
- 퇴폐예술